# إريك جونز (لاعب كرة قدم بريطاني)
إريك جونز (بالإنجليزية: Eric Jones)‏ (15 فبراير 1915 المملكة المتحدة - 1 يناير 1985 لنكولن المملكة المتحدة) هو لاعب كرة قدم بريطاني.